# إدوين فيلاتورو
إدوين فيلاتورو (بالإسبانية: Edwin Villatoro)‏ هو لاعب كرة قدم غواتيمالي في مركز الهجوم، ولد في 18 فبراير 1980 في مدينة غواتيمالا في غواتيمالا. شارك مع منتخب غواتيمالا لكرة القدم. أما مع النوادي، فقد لعب مع ديبورتيفو بيتابا وميونيسيبال.

## وصلات خارجية
- إدوين فيلاتورو على موقع الاتحاد الدولي (مؤرشف)  (الإنجليزية)
- إدوين فيلاتورو على موقع قاعدة بيانات كرة القدم.إي يو (الإنجليزية)
- إدوين فيلاتورو على موقع ناشيونال فوتبول تيمز (الإنجليزية)
- إدوين فيلاتورو على موقع Soccerway.com (الإنجليزية)